# NGC 3843
NGC 3843 is een spiraalvormig sterrenstelsel in het sterrenbeeld Maagd. Het hemelobject werd op 27 april 1881 ontdekt door de Amerikaanse astronoom Edward Singleton Holden.

## Synoniemen
- UGC 6699
- MCG 1-30-11
- ZWG 40.34
- PGC 36471